# Велсвил (Јута)
Велсвил (енгл. Wellsville) град је у америчкој савезној држави Јута.

## Демографија
По попису из 2010. године број становника је 3.432, што је 704 (25,8%) становника више него 2000. године.
| Група             | 2000.         | 2010.         |
| Белци             | 2.628 (96,3%) | 3.259 (95,0%) |
| Афроамериканци    | 0 (0,0%)      | 8 (0,2%)      |
| Азијати           | 4 (0,1%)      | 8 (0,2%)      |
| Хиспаноамериканци | 76 (2,8%)     | 99 (2,9%)     |
| Укупно            | 2.728         | 3.432         |